# Raslavice
Raslavice é um município da Eslováquia, situado no distrito de Bardejov, na região de Prešov. Tem 16,46 km² de área e sua população em 2018 foi estimada em 2.804 habitantes.

## Demografia
| Ano:        | 1994 | 2004    | 2014   | 2024   |
| ----------- | ---- | ------- | ------ | ------ |
| Broj ljudi: | 2307 | 2585    | 2721   | 2802   |
| Razlika:    |      | +12,05% | +5,26% | +2,97% |

| Ano:               | 2023 | 2024   |
| ------------------ | ---- | ------ |
| Número de pessoas: | 2774 | 2802   |
| Diferença:         |      | +1,00% |